# شهرستان ترونوفسکی
شهرستان ترونوفسکی (به لاتین: Trunovsky District) یک شهرستان در روسیه است که در سرزمین استاوروپول واقع شده‌است.